# دونالد سیمپسون بل
دونالد سیمپسون بل (انگلیسی: Donald Simpson Bell; ۳ دسامبر ۱۸۹۰ – ۱۰ ژوئیهٔ ۱۹۱۶) فرد نظامی اهل پادشاهی متحد بریتانیای کبیر و ایرلند بود.
وی همچنین برندهٔ جوایزی همچون صلیب ویکتوریا شده‌است.
از باشگاه‌هایی که در آن بازی کرده‌است می‌توان به باشگاه فوتبال کریستال پالاس و باشگاه فوتبال برافورد پارک آونیو اشاره کرد.